# St. Bruno (Düsseldorf)

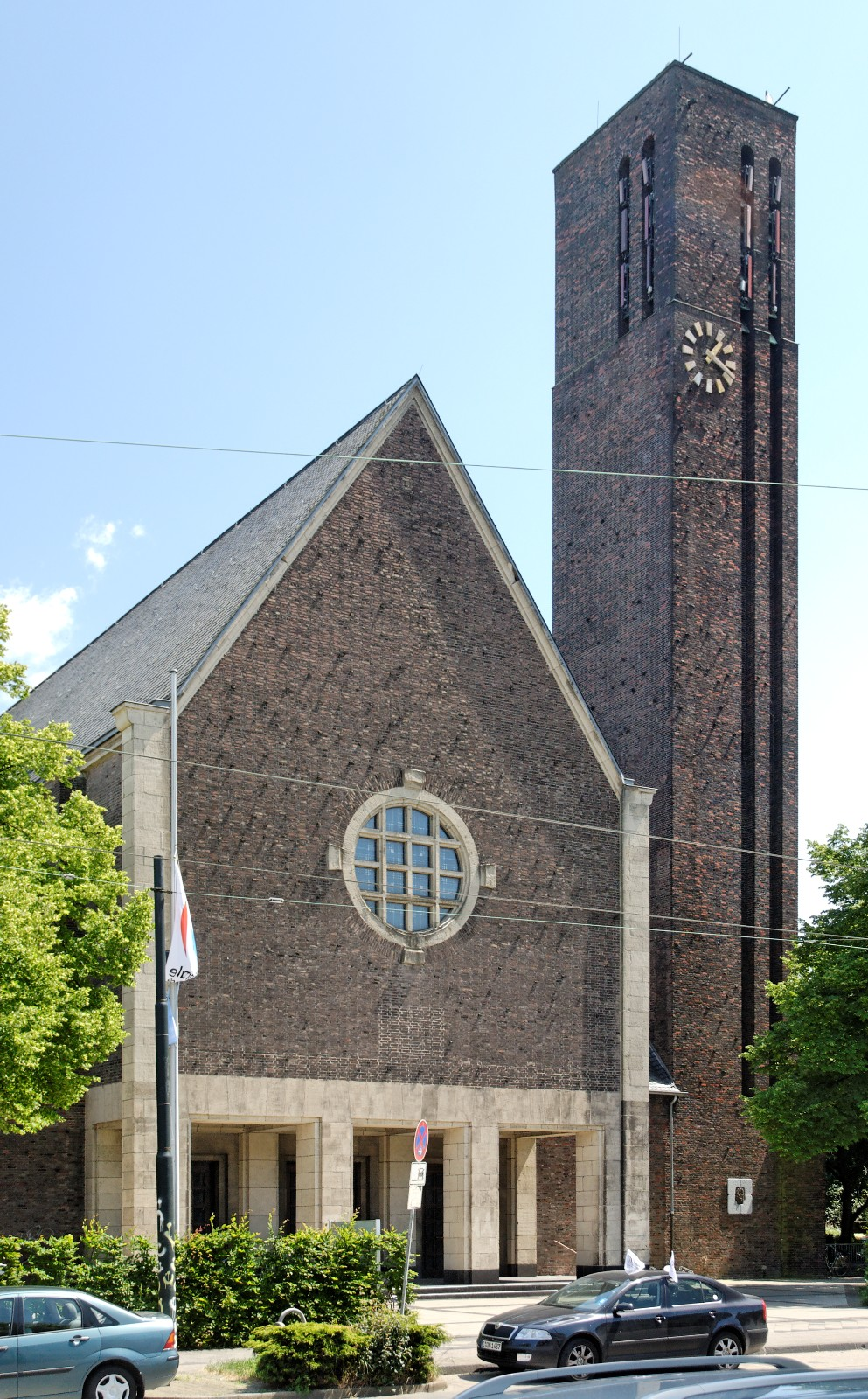
St.-Bruno-Kirche

Die römisch-katholische Kirche St. Bruno befindet sich an der Kalkumer Straße 58 im Westen des Düsseldorfer Stadtteils Unterrath. Ihr Patrozinium ist  dem aus Köln gebürtigen Heiligen Bruno unterstellt, dem Gründer des Kartäuserordens, der bis 1964 ein Kloster im nahen Lichtenbroich unterhielt. Die Kirche war bis 1998 Mittelpunkt der römisch-katholischen Kirchengemeinde St. Bruno.

## Geschichte
Die Kirche wurde 1927–1928 nach Entwurf der Düsseldorfer Architekten Hans Tietmann und Karl Haake erbaut. Der Wiederaufbau nach kriegsbedingter Zerstörung erfolgte in den Jahren 1949 bis 1955 durch den Architekten Heinz Thoma. Eine umfangreiche Renovierung fand 1999 bis 2000 statt.
Die römisch-katholische Kirchengemeinde St. Bruno entstand aus der Gemeinde St. Maria unter dem Kreuze im Osten von Düsseldorf-Unterrath. Aufgrund der zunehmenden Bebauung und Bevölkerungszunahme wurde 1903 die Notkirche St. Antonius errichtet, nach Gründung der eigenständigen Kirchengemeinde 1919 folgte 1928 der jetzige Kirchenbau. Aus der Gemeinde erwuchs in den Jahren 1930 bis 1951 die vormalige Gemeinde Hl. Familie. 1998 erfolgte die Eingliederung in den Pfarrverband Unterrath/Lichtenbroich, gemäß der Pastoralreformdirektive des Erzbistums Köln zuletzt 2011 die Fusion in die Großpfarrei Heilige Familie.

## Beschreibung

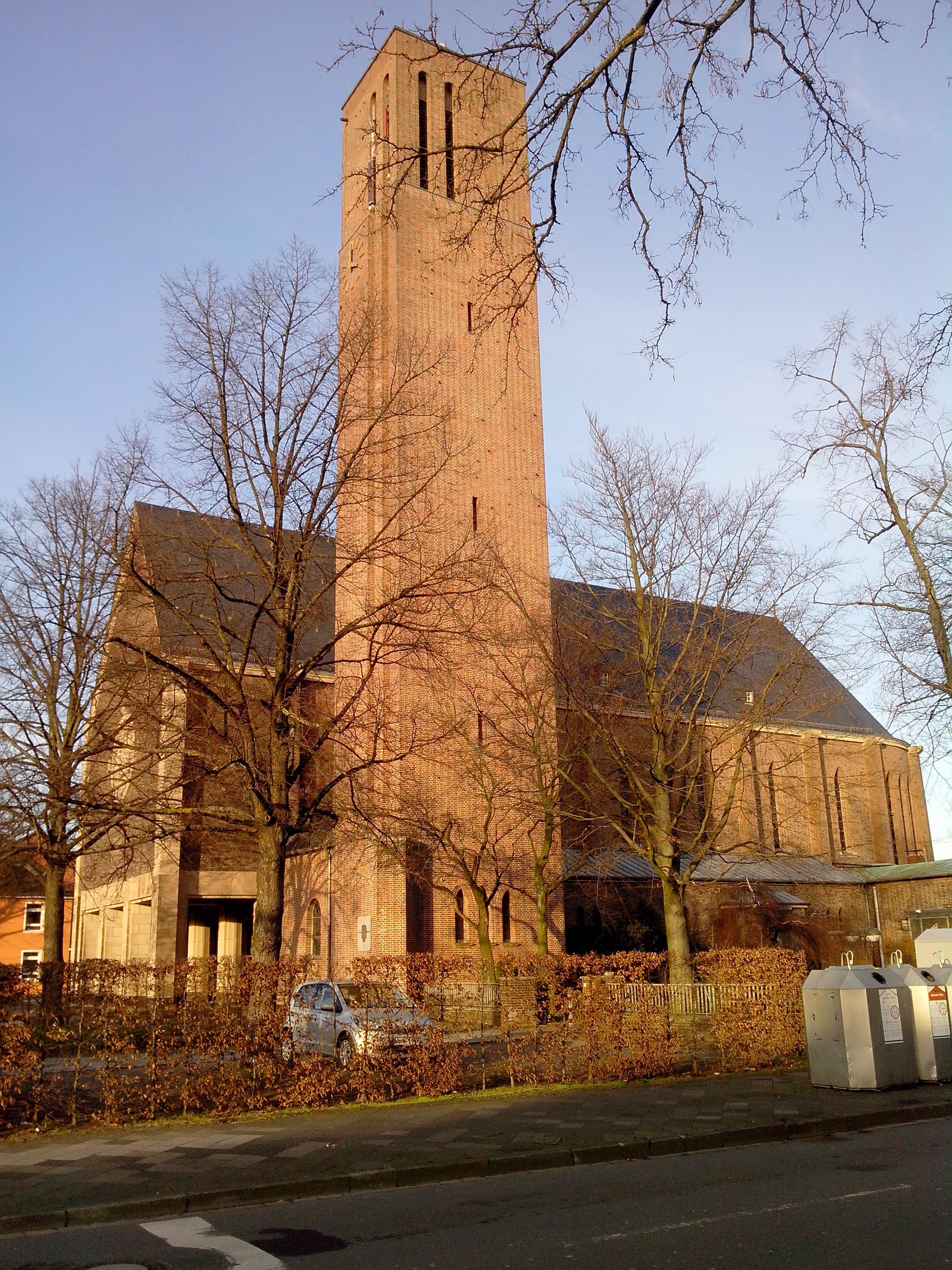
St.-Bruno-Kirche

Der Kirchenbau ist eine Mischung aus Neuer Sachlichkeit und Expressionismus – sie „galt mit ihren sachlichen Formen und expressionistischen Ziegelornamenten als der erste moderne Sakralbau Düsseldorfs“. In den Fensterrahmungen finden sich „Ansätze expressionistischer Ziegelornamente“.
Der Turm von St. Bruno ist seitlich neben dem Kirchenschiff positioniert. Er ist schlank und hoch. Die jeweils zwei Schallöffnungen sind asymmetrisch auf einer Seite jeder Turmseite angeordnet und nach unten hin verlängert.
Die gesamte Kirche ist aus rotem Ziegelstein gemauert mit Ausnahme der Einfassungen von Portal, Giebel und Kanten und des Rundfensters als Nachfolger eines Spitzbogenfensters, welche aus grauen Werksteinen bestehen.
St. Bruno hat ein dreischiffiges Hauptgebäude mit runder Apsis am Ende des Hauptschiffs. Ursprünglich hatte das Kirchenschiff ein dreifaches, expressionistisches Spitzbogenportal, dieses wurde beim Wiederaufbau durch ein dreifaches rechtwinkliges Portal ersetzt, ebenso das expressionistische Spitzbogenfenster der Westfassade durch ein großes Rundfenster.
Die ursprünglichen Spitzbögen als Stützen des Obergadens wurden durch rechteckige Säulen, die im rechten Winkel auf den Obergaden treffen, ersetzt. Die Obergadenfenster hingegen sind weiterhin Spitzbogenfenster, die gotische Vorbilder zitieren.

## Orgel
Die Orgel wurde 1954 von dem Orgelbauer Seifert (Kevelaer) erbaut. 2008 wurde das Kegelladen-Instrument durch den Orgelbauer Willi Peter (Köln) umgebaut, und u. a. um ein Schwellwerk erweitert. Die Orgel hat 28 Register auf drei Manualen und Pedal. Die Spiel- und Registertrakturen sind elektrisch.
| I Positiv C–g3 |            |       |
| 1.             | Gedackt    | 8′    |
| 2.             | Blockflöte | 4′    |
| 3.             | Prinzipal  | 2′    |
| 4.             | Spillflöte | 1 ⁄3′ |
| 5.             | Krummhorn  | 8′    |
| 6.             | (vakant)   |       |
|                | Tremulant  |       |

| II Hauptwerk C–g3 |                |       |   |
| 7.                | Quintade       | 16′   |   |
| 8.                | Prinzipal      | 8′    |   |
| 9.                | Harmonieflöte  | 8′    | N |
| 10.               | Oktave         | 4′    |   |
| 11.               | Rohrflöte      | 4′    |   |
| 12.               | Schwiegel      | 2′    |   |
| 13.               | Sesquialter II |       |   |
| 14.               | Mixtur V       | 1 ⁄3′ |   |
| 15.               | Trompete       | 8′    |   |

| III Schwellwerk C–g |            |    |   |
| 16.                 | Offenflöte | 8′ |   |
| 17.                 | Gambe      | 8′ | N |
| 18.                 | Schwebung  | 8′ | N |
| 19.                 | Prinzipal  | 4′ |   |
| 20.                 | Flöte      | 2′ |   |
| 21.                 | Scharff IV |    |   |
| 22.                 | Oboe       | 8′ | N |

| Pedal C–f1 |            |     |
| 23.        | Prinzipal  | 16′ |
| 24.        | Subbass    | 16′ |
| 25.        | Oktave     | 8′  |
| 26.        | Gedackt    | 8′  |
| 27.        | Choralbass | 4′  |
| 28.        | Nachthorn  | 2′  |
| 29.        | Posaune    | 16′ |

- Koppeln
  - Normalkoppeln: I/II, III/I, III/II, I/P, II/P, III/P
  - Suboktavkoppel: I/II, II/II, III/III
  - Superoktavkoppel: II/II, III/III, III/P
- Anmerkung

N = neues Register (2008)